# Habro (woreda)
Pour l’article homonyme, voir Habro (awraja).
Habro est un woreda de la région Oromia, en Éthiopie.
Le woreda compte 190 455 habitants en 2007.
Sa ville principale, Gelemso, a été jusqu'en 1995 la capitale administrative de l'awraja Habro dans la province de Hararghe.

## Situation
Situé dans la zone Mirab Hararghe (Ouest Hararghe) de la région Oromia, le woreda Habro se trouve à une centaine de kilomètres au sud-ouest de Chiro/Asebe Teferi.
|             | Guba Koricha |      |
| Anchar (en) | Habro        | Kuni |
| Daro Lebu   |              | Boke |

Les principales agglomérations du woreda, Gelemso, Wachu et Belbeti, sont desservies par la route Chiro-Mechara et sont en dessous de 1 800 m d'altitude,,.
On trouve toutefois au nord de Gelemso une localité isolée appelée « Habro » qui dépasse les 2 300 m d'altitude. 
Le woreda appartient au bassin versant du Chébéli[à vérifier].

## Démographie
D'après le recensement national de 2007 réalisé par l'Agence centrale de statistique d'Éthiopie, le woreda compte 190 455 habitants et 13,2% de la population est urbaine.
La population urbaine comprend 1 364 personnes à Belbeti, 7 385 à Wachu et 16 484 à Gelemso.
La majorité des habitants (84,9%) sont musulmans tandis que 14,5% sont orthodoxes.
Avec une superficie de 730,32 km2[réf. souhaitée], le woreda a en 2007 une densité de population de 261 personnes par km2 ce qui est supérieur à la moyenne de la zone[réf. souhaitée].
En 2020, la population est estimée (par projection des taux de 2007) à 249 776 personnes.